# Mahnbrück
Mahnbrück ist ein Ortsteil der Stadt Treuen im Vogtlandkreis (Freistaat Sachsen). Die Siedlung gehörte ursprünglich zur selbstständigen Gemeinde Perlas, die am 13. Juli 1931 in Veitenhäuser umbenannt und am 1. Juli 1950 nach Treuen eingemeindet wurde.

## Geografie

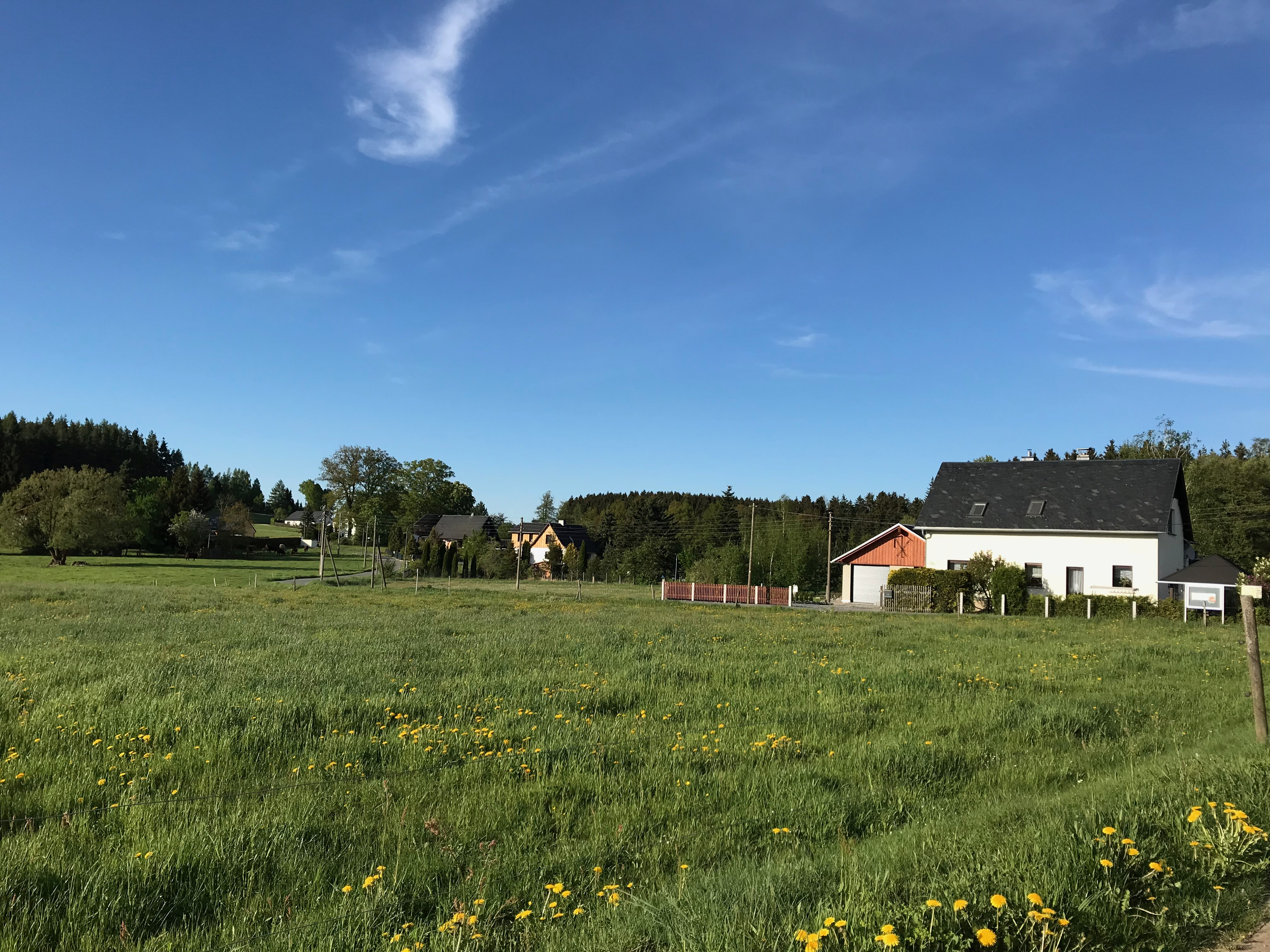
Mahnbrück

### Lage
Mahnbrück liegt südlich von Treuen im Osten des Naturraumes Vogtland im sächsischen Teil des historischen Vogtlands. Die Siedlung liegt auf dem „Mahnbrücker Sattel“ am Südostrand eines größeren Waldgebiets am Wald- und Wiesenbach, der über die Trieb in die Weiße Elster entwässert.

### Nachbarorte
| Treuen       |                                             | Veitenhäuser  |
|              | Kompassrose, die auf Nachbargemeinden zeigt | Schreiersgrün |
| Altmannsgrün |                                             |               |

## Geschichte

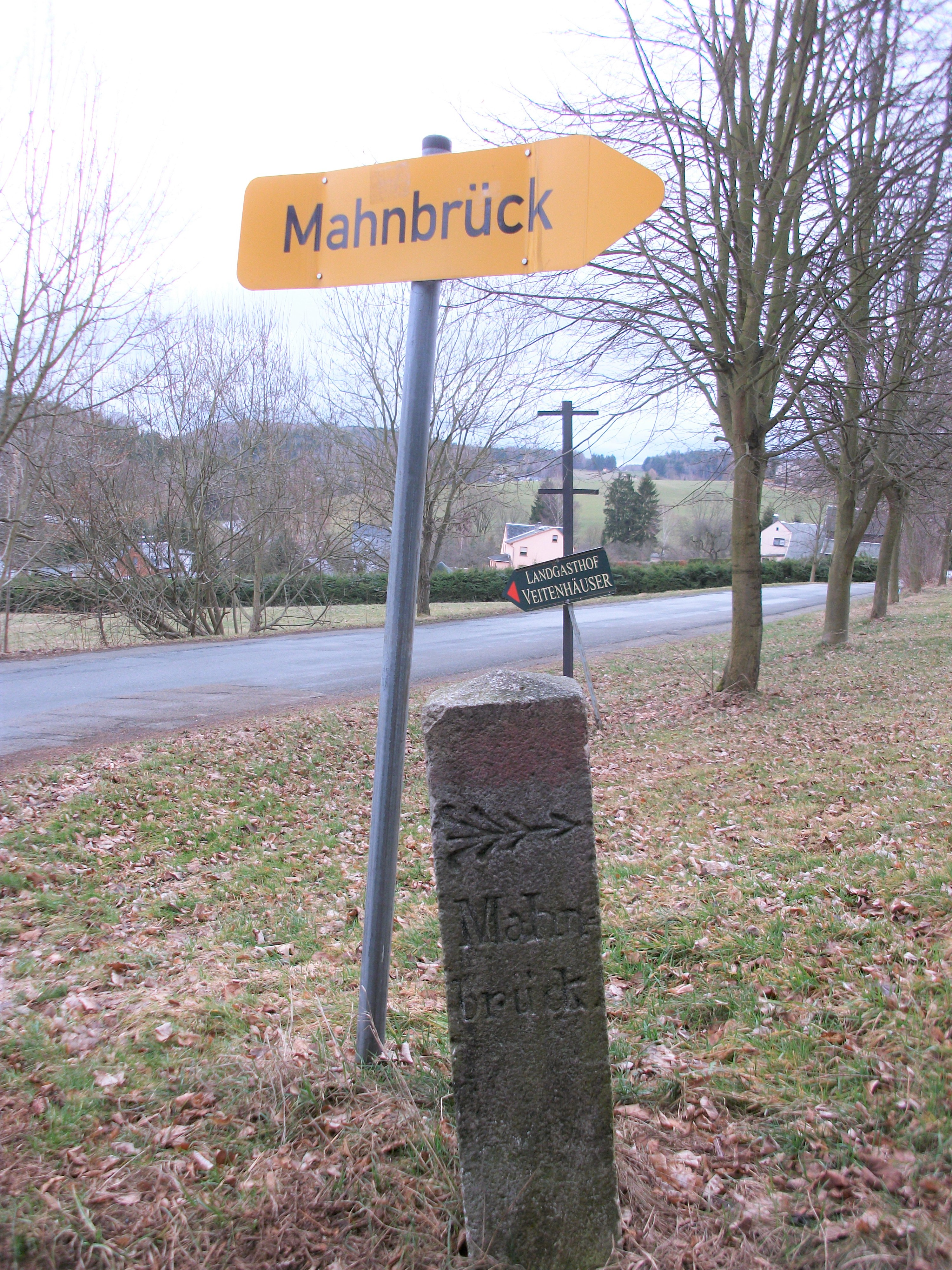
Wegweiser und Wegestein nach Mahnbrück

Die Streusiedlung Mahnbrück südlich von Treuen wurde im Jahr 1576 unter dem Namen Mahenbrück erwähnt. Die Grundherrschaft über Mahnbrück lag bis in die Mitte des 19. Jahrhunderts anteilig bei den Rittergütern Treuen und Zobes. Die seit jeher zu Perlas gehörige Siedlung Mahnbrück lag bis 1856 im kursächsischen bzw. königlich-sächsischen Amt Plauen. 1856 wurde der Ort dem Gerichtsamt Treuen und 1875 der Amtshauptmannschaft Auerbach angegliedert.
Mahnbrück in der Flur von Perlas wurde mit der am 13. Juli 1931 in Veitenhäuser umbenannten Gemeinde Perlas am 1. Juli 1950 nach Treuen eingemeindet. Durch die zweite Kreisreform in der DDR kam Mahnbrück als Ortsteil der Stadt Treuen im Jahr 1952 zum Kreis Auerbach im Bezirk Chemnitz (1953 in Bezirk Karl-Marx-Stadt umbenannt), der ab 1990 als sächsischer „Landkreis Auerbach“ fortgeführt wurde und 1996 im Vogtlandkreis aufging.

## Verkehr
Nordwestlich von Mahnbrück verläuft die Staatsstraße 298.